# .bt
.bt este un domeniu de internet de nivel superior, pentru Bhutan (ccTLD).